# Carlos Jiménez Sánchez
Carlos Jiménez Sánchez (Madrid, España, 10 de febrero de 1976) es un exjugador de baloncesto español que disputó de dieciocho temporadas en la Liga ACB, doce con el Estudiantes y cinco y media con el Unicaja de Málaga. Con 2,06 m de altura, jugaba en la posición de Alero.

## Perfil como jugador
Gran defensor y gran reboteador, tanto en defensa como, sobre todo, en ataque, con mucho sentido de la anticipación, así como rápido, imaginativo e intuitivo, sin ser un gran anotador, fue considerado como uno de los cinco mejores jugadores españoles durante sus años de la ACB. Con un centenar largo de participaciones en la selección española, ha conseguido la medalla de oro en el Mundial de 2006, dos medallas de plata y una de bronce en campeonatos de Europa, además de la plata en los Juegos Olímpicos de Pekín. Precisamente tras la final de ese torneo anunció su retirada de la selección, de la que era capitán desde el Europeo de 2005. Dejaba tras de sí once años consecutivos participando en grandes torneos internacionales, desde su debut en el Mundial de 1998, incluyendo tres Juegos Olímpicos. Con sus clubs, ha disputado la final a cuatro de la Euroliga y ha sido Campeón de Copa y subcampeón de la liga ACB.

## Biografía
Jugador criado en la cantera del Colegio San Viator de Madrid, en la que jugó durante toda su etapa de alumno, compaginando estudios y baloncesto. Posteriormente recalaría en la disciplina del Estudiantes, donde posteriormente debutaría en ACB.
Estuvo envuelto en una polémica entre septiembre del año 2005 y  enero del 2006 al comunicar a su club el Estudiantes su intención de abandonarlo ya que en ese momento el Real Madrid realizó continuadas ofertas sobre el jugador. El jugador aceptaría la oferta del Madrid pero el presidente del Club Colegial al recibir numerosas protestas por medio de la Demencia, se echó atrás en la operación y recomendó a Carlos aceptar la oferta del Unicaja Málaga. En septiembre de ese año, al parecer, varios clubes de la ACB se interesaron también por el jugador, entre ellos el TAU Cerámica, el Akasvayu Girona y el AXA FC Barcelona. En enero de 2006, Estudiantes realizó una contrapropuesta indicando estar dispuesto a dejar marchar al jugador por 2,6 millones de euros, cifra ya ofrecida en septiembre por el Akasvayu Girona. Esta compleja situación de larga duración durante la preparación de la temporada y durante su primera parte afectó a Estudiantes y también al jugador, que ambos consiguieron superar al llegar su desenlace en la fecha tope de fichajes para jugadores ACB españoles el 31 de enero de 2006.

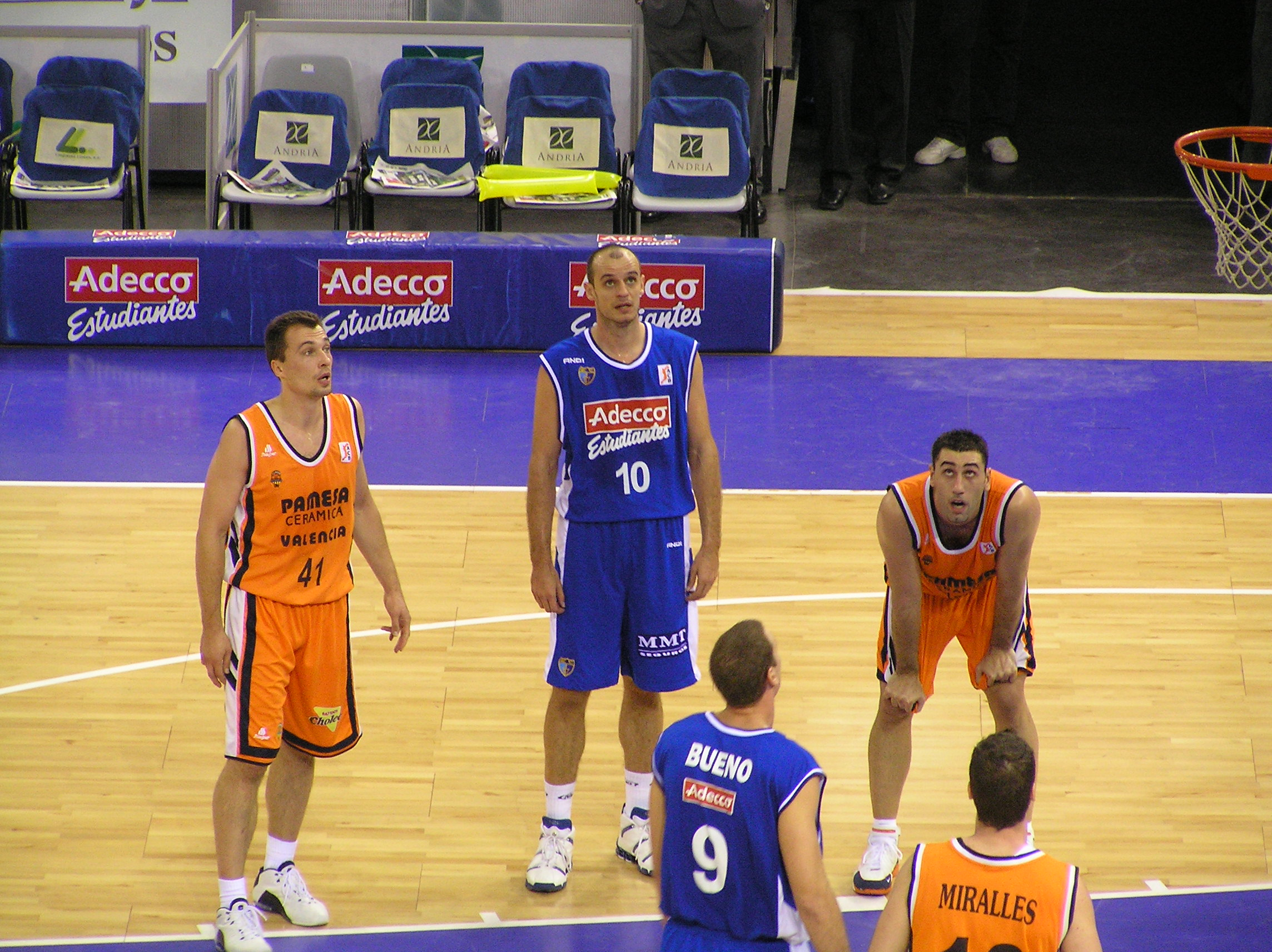
Carlos Jiménez en un partido Estudiantes-Pamesa Valencia, Madrid Arena, 19 de noviembre de 2005.

En julio de 2006, sale del Estudiantes iniciando una nueva etapa en el Unicaja de Málaga firmando para las siguientes 4 temporadas. En la Euroliga 2006-07 disputaría la "final a cuatro" con el equipo malagueño, y en la Copa del Rey de baloncesto 2009 se proclamaría subcampeón.
El 24 de agosto de 2008 tras ganar la medalla de plata en los JJ. OO. de Pekín 2008 en la final contra Estados Unidos (107-118), anuncia su retirada de la Selección española de baloncesto tras jugar 171 partidos con el combinado español. Es uno de los jugadores con más largo historial y más rendimiento de la selección española.

## Trayectoria deportiva
| Temporadas | Club           | Liga | País   |
| ---------- | -------------- | ---- | ------ |
| 1994-2006  | CB Estudiantes | ACB  | España |
| 2006-2011  | Unicaja Málaga | ACB  | España |
| 2011-2012  | CB Estudiantes | ACB  | España |
| 2012       | Unicaja Málaga | ACB  | España |

## Logros y reconocimientos

### Selección nacional
| Año  | Título            | Campeonato                      |
| ---- | ----------------- | ------------------------------- |
| 2008 | Medalla de Plata  | Juegos Olímpicos en Pekín       |
| 2007 | Medalla de Plata  | Campeonato de Europa en España  |
| 2006 | Medalla de Oro    | Campeonato del Mundo en Japón   |
| 2003 | Medalla de Plata  | Campeonato de Europa en Suecia  |
| 2001 | Medalla de Bronce | Campeonato de Europa en Turquía |
| 1999 | Medalla de Plata  | Campeonato de Europa en Francia |

### Clubes
| Año       | Club            | Título     | Campeonato   |
| --------- | --------------- | ---------- | ------------ |
| 2008-2009 | Unicaja Málaga  | Subcampeón | Copa del Rey |
| 2003-2004 | MMT Estudiantes | Subcampeón | Liga ACB     |
| 1999-2000 | MMT Estudiantes | Campeón    | Copa del Rey |
| 1998-1999 | MMT Estudiantes | Subcampeón | Copa Korac   |

### Distinciones
Ha sido elegido en el quinteto titular de los mejores jugadores de la liga regular ACB como alero en las temporadas 2004/05 y 2005/06. También fue nombrado mejor sexto hombre, mejor defensor, top 10 en internacionalidad con España y jugador más valorado en otras ocasiones en la liga ACB. Es el baloncestista español, después de Juan Carlos Navarro, Pau Gasol y Felipe Reyes que más medallas ha logrado con la selección de la historia.
- Medalla de Oro de la Real Orden del Mérito Deportivo, otorgada por el Consejo Superior de Deportes (2011)[1]